# Pasquale Morelli
Pasquale Morelli (Salerno, 29 agosto 1995) è un giocatore di football americano italiano che milita nel ruolo di wide receiver attualmente free agent.

## Carriera sportiva
I primi approcci al football iniziano nel 2008 quando entra a far parte delle giovanili degli Eagles Salerno. All'età di 19 anni entra a far parte della prima squadra salernitana nel ruolo di quarterback di riserva.
Dopo 3 anni passati nella compagine salernitana passa nel 2014 alla neonata squadra campana i Rebels Castel San Giorgio. In questa nuova avventura inizia a giocare nel ruolo di wide receiver. Nelle 4 stagioni ai Rebels, Morelli risulterà una pedina fondamentale dell'attacco, collezionando nel 2016 il premio come MVP della stagione IAAFL mettendo a segno 5 touchdown.
La stagione gli varrà la convocazione nel team Azzurri d'italia, rappresentativa dell’italia nella federazione IAAFL per il football a 9 sotto la guida di coach Bano.
Nella stagione successiva prende parte al campionato nazionale di terza divisione FIDAF, dove concluderà la stagione con oltre 100 yard di ricezione e 3 touchdown.
Al termine della stagione 2018 i Rebels vanno incontro allo scioglimento e Morelli si trasferisce nell'altro team storico campano i Briganti Napoli. Nella stagione con la squadra napoletana, Morelli troverà continuità nella rotazione dell’attacco napoletano contribuendo insieme a tutto il resto della team ad arrivare fino al NineBowl 2019 tenutosi a Milano contro i Redskins Verona. La finale di campionato vedrà vittoriosa la compagnia veronese con il risultato di 6-8.
Al termine della stagione 2019-2020 Morelli fa ritorno a Salerno con gli Eagles, dove torna prima nel ruolo di quarterback nel campionato di football a 7 organizzato da CSI (che si tiene nel periodo tra ottobre e gennaio), dove collezionerà 5 touchdown personali nelle prime 4 partite della stagione e venendo eletto MVP della 1ª giornata di campionato vinta contro gli Steel Bucks Caserta, collezionando 2 touchdown, per poi ripetersi venendo rieletto MVP della 4ª giornata nella partita vinta contro i Goblins Lanciano mettendo a segno altri 2 touchdown. Nella Stagione 2021 di football a 9 FIDAF invece tornerà a ricoprire il ruolo di wide receiver.
Nella stagione 2022 decide di non prendere parte a nessun campionato con nessuna squadra ed è attualmente free agent.

## Carriera nel flag football
Nell'estate del 2019 entra nei Bandits Caserta, team che prende parte ai campionati nazionali FIDAF di flag football.
Nel 2022 entra a far parte del neonato team abruzzese Knives Celano, team di flag football nato da una costola degli Speck Pescara per prendere parte al campionato FIDAF di seconda divisione di flag football.